# Xenochrophis punctulatus
Espèce
Synonymes
- Tropidonotus punctulatus Günther, 1858
- Fowlea peguensis Theobald, 1868

Statut de conservation UICN

 LC  : Préoccupation mineure
Xenochrophis punctulatus est une espèce de serpents de la famille des Natricidae. 

## Répartition
Cette espèce est endémique de Birmanie. Le spécimen trouvé en Thaïlande dans la province de Mae Hong Son est incertain.

## Publication originale
- Günther, 1858 : Catalogue of Colubrine Snakes in the Collection of the British Museum, London, p. 1-281 (texte intégral).